# Parendacustes minutus
Parendacustes minutus är en insektsart som beskrevs av Lucien Chopard 1954. Parendacustes minutus ingår i släktet Parendacustes och familjen syrsor. Inga underarter finns listade i Catalogue of Life.